# Gustav Johannes Landerer
Gustav Johannes Landerer (* 3. August 1845 in Göppingen; † 3. Mai 1920 ebenda) war ein deutscher Nervenarzt und Mitglied der Gelehrtenakademie „Leopoldina“.
Gustav Johannes Landerer wurde als Sohn von Thekla und Heinrich Landerer geboren. Er studierte Medizin an der Eberhard Karls Universität Tübingen und wurde dort mit einer Arbeit über „die Wirkung des Papaverin bei Geisteskranken“ promoviert. Er wurde gemeinsam mit seinen beiden Brüdern Richard und Heinrich Landerer Anstaltsleiter der Heil- und Pflegeanstalt Christophsbad, die seine Eltern in Göppingen aufgebaut hatten.
Am 13. August 1884 wurde Gustav Johannes Landerer als Mitglied (Matrikel-Nr. 2468) in die Leopoldina aufgenommen. 

## Werke
- mit Richard Landerer: Über die Wirkung des Papaverin bei Geisteskranken, Dissertation, Tübingen 1873.
- Die Privat-Irrenanstalt "Christophsbad" in Göppingen : Bericht über deren 25jährigen Bestand und Wirksamkeit in den Jahren 1852–1877 / erstattet unter Mitw. von Kottenkamp und Richard Landerer / mit 1 Portr. d. Gründers, 1 Ansicht d. Anstalt u. des Freihofs u. 1 Situationspl., Stuttgart, 1878